# Auguste Autrand
Pour les articles homonymes, voir Autrand.
 Auguste Autrand,né le 2 novembre 1858 à Camaret-sur-Aigues (Vaucluse) et mort le 19 février 1949[Où ?], est un avocat et un haut fonctionnaire français.

## Biographie
Après des études de droit, Auguste Alexandre Guillaume Autrand entame en 1881 une carrière d'avocat à la Cour d’appel de Paris. Il est nommé secrétaire particulier auprès du directeur  du personnel de la Sûreté générale au ministère de l’Intérieur. Après avoir été chef de cabinet du préfet de Meurthe-et-Moselle et des Bouches-du-Rhône, il est nommé en 1886 sous-préfet de Nantua, en 1890 sous-préfet de Belley, puis sous-préfet d’Autun et de Chalon-sur-Saône. Il devient préfet de l’Ain en 1898 . Après avoir occupé en 1901 le poste de secrétaire général de la Seine il sera successivement préfet de Seine-et-Oise et  préfet de la Seine jusqu'en  1922.
Il a été fait chevalier de la Légion d'honneur en 1901, officier en 1908, commandeur en 1919 et grand officier en 1922.

## Distinctions
- Officier de l'Instruction publique (1900)
- Grand officier de la Légion d'honneur (1922)

## Sources
- Christiane Lamoussière, Patrick Laharie, Le personnel de l'administration préfectorale, 1881-1926, vol. 2, ed. Centre Historique des Archives nationales, 2001
- Pierre Henry, Histoire des Préfets, ed. Nouvelles Éditions Latines, 1950.
- Dossier Légion d'honneur, Base Léonore